# Нума, Паскаль
Паска́ль Оливье́ Нума́ (фр. Pascal Olivier Nouma; род. 6 января 1972, Эпине-сюр-Сен, Сен-Сен-Дени) — французский футболист, игравший на позиции нападающего.

## Карьера
Воспитанник футбольной школы клуба «Пари Сен-Жермен».
На взрослом уровне начинал играть в составе «Пари Сен-Жермена». Отдавался в аренду в «Лилль» и «Кан». Затем играл за «Страсбур» и «Ланс», отличаясь неплохой результативностью.
В 2000 году перешёл в турецкий «Бешикташ», где продолжил демонстрировать результативную игру, как в национальном чемпионате, так и в еврокубках. Затем на сезон вернулся во Францию, играл за «Марсель», после чего вновь оказался в «Бешикташе». Второй сезон за турецкий клуб был менее успешен.
Игрок выделялся своей эксцентричностью (так, в матче Лиги чемпионов против «Лидса» он нанёс пощёчину защитнику англичан Дэнни Миллзу, за что был дисквалифицирован на четыре игры, после чего за конфликт с папарацци при выходе из ночного клуба попал в полицейский участок, где также произошла стычка с сокамерником), из-за чего в период его второго пребывания в «Бешикташе» руководством клуба был внесён пункт, требовавший от игрока примерного поведения. Тем не менее, в апреле 2003 года, во время матча с «Фенербахче», празднуя на 8-й минуте забитый мяч, Нума продемонстрировал зрителям неприличный жест, имитировавший мастурбацию. Турецкая федерация футбола дисквалифицировала игрока на семь месяцев, а «Бешикташ» разорвал с ним контракт «за поведение, несовместимое с моральным образом игрока турецкого клуба».
Завершал карьеру игрока в Катаре и Шотландии.
Вызывался в сборные Франции до 17, до 19 лет и до 21 года (был в составе команды на футбольном турниреfr Средиземноморских игр 1993, молодёжном чемпионате Европы 1994), а также во вторую сборную Франции и в сборную Франции для военнослужащихfr.

## Клубная статистика
| Выступление      | Выступление       | Выступление      | Чемпионат | Чемпионат | Кубки | Кубки | Еврокубки | Еврокубки | Итого | Итого |
| Клуб             | Лига              | Сезон            | Игры      | Голы      | Игры  | Голы  | Игры      | Голы      | Игры  | Голы  |
| ---------------- | ----------------- | ---------------- | --------- | --------- | ----- | ----- | --------- | --------- | ----- | ----- |
| Пари Сен-Жермен  | Дивизион 1        | 1989/90          | 4         | 0         | 0     | 0     | 0         | 0         | 4     | 0     |
| Пари Сен-Жермен  | Дивизион 1        | 1990/91          | 10        | 0         | 0     | 0     | —         | —         | 10    | 0     |
| Пари Сен-Жермен  | Дивизион 1        | 1991/92          | 5         | 0         | 0     | 0     | —         | —         | 5     | 0     |
| Пари Сен-Жермен  | Дивизион 1        | 1994/95          | 24        | 5         | 10    | 0     | 4         | 0         | 38    | 5     |
| Пари Сен-Жермен  | Дивизион 1        | 1995/96          | 27        | 5         | 3     | 1     | 8         | 3         | 38    | 9     |
| Пари Сен-Жермен  | Итого             | Итого            | 70        | 10        | 13    | 1     | 12        | 3         | 95    | 14    |
| Лилль            | Дивизион 1        | 1992/93          | 22        | 2         | 1     | 0     | —         | —         | 23    | 2     |
| Лилль            | Итого             | Итого            | 22        | 2         | 1     | 0     | 0         | 0         | 23    | 2     |
| Кан              | Дивизион 1        | 1993/94          | 32        | 7         | 1     | 0     | —         | —         | 33    | 7     |
| Кан              | Итого             | Итого            | 32        | 7         | 1     | 0     | 0         | 0         | 33    | 7     |
| Страсбур         | Дивизион 1        | 1996/97          | 30        | 14        | 7     | 5     | —         | —         | 37    | 19    |
| Страсбур         | Дивизион 1        | 1997/98          | 27        | 8         | 2     | 1     | 2         | 0         | 31    | 9     |
| Страсбур         | Итого             | Итого            | 57        | 22        | 9     | 6     | 2         | 0         | 68    | 28    |
| Ланс             | Дивизион 1        | 1998/99          | 27        | 8         | 9     | 5     | 6         | 0         | 42    | 13    |
| Ланс             | Дивизион 1        | 1999/00          | 19        | 8         | 1     | 0     | 11        | 6         | 31    | 14    |
| Ланс             | Итого             | Итого            | 46        | 16        | 10    | 5     | 17        | 6         | 73    | 27    |
| Бешикташ         | 1 лига/ Суперлига | 2000/01          | 24        | 18        | 2     | 0     | 7         | 4         | 33    | 22    |
| Бешикташ         | 1 лига/ Суперлига | 2002/03          | 19        | 4         | 3     | 0     | 7         | 1         | 29    | 5     |
| Бешикташ         | Итого             | Итого            | 43        | 22        | 5     | 0     | 14        | 5         | 62    | 27    |
| Марсель          | Дивизион 1        | 2001/02          | 11        | 1         | 3     | 0     | —         | —         | 14    | 1     |
| Марсель          | Итого             | Итого            | 11        | 1         | 3     | 0     | 0         | 0         | 14    | 1     |
| Аль-Хор          | Q-лига            | 2003/04          | 3         | 0         | 0     | 0     | —         | —         | 3     | 0     |
| Аль-Хор          | Итого             | Итого            | 3         | 0         | 0     | 0     | 0         | 0         | 3     | 0     |
| Ливингстон       | Премьер-лига      | 2004/05          | 2         | 0         | 0     | 0     | —         | —         | 2     | 0     |
| Ливингстон       | Итого             | Итого            | 2         | 0         | 0     | 0     | 0         | 0         | 2     | 0     |
| Всего за карьеру | Всего за карьеру  | Всего за карьеру | 286       | 80        | 42    | 12    | 45        | 14        | 373   | 106   |

## Достижения
- Чемпион Турции: 2002/03
- Вице-чемпион Франции: 1995/96
- Обладатель Кубка кубков УЕФА: 1995/96
- Обладатель Кубка Франции: 1994/95
- Обладатель Кубка французской лиги: 1994/95, 1996/97, 1998/99
- Обладатель Суперкубка Франции: 1995

юниорские
- Обладатель Кубка Гамбарделлыfr: 1991
- Финалист Кубка Гамбарделлы: 1989
- Чемпион франции среди юниоровfr: 1988

## Вне футбола
Имеет камерунское и сенегальское происхождение. По окончании карьеры игрока не порвал связи с Турцией и принимал участие в различных телепередачах, конкурсных теле-шоу, снимался в кино и рекламе.
В 2006 году дебютировал в роли актёра в фильме «Сын человека, который спас мир (тур. Dünyayı Kurtaran Adam'ın Oğlu)».
Осенью 2010 года участвовал в программе «Танцы со звёздами» (тур. Yok Böyle Dans), став финалистом.
В мае 2011 года вместе с другими знаменитостями участвовал в шоу Koh-Lantafr — французском аналоге международного реалити-шоу Survivor («Выживший»), где отметился перебранкой и был досрочно удалён.
31 декабря 2012 года появился в теле-шоу O Ses Türkiye — турецкой версии программы-конкурса «Голос», спев песню Ya Rayah.
Вместе с профессиональным ведущим Кадиром Чепдемиром вёл радио-шоу Aragaz на турецкой радиостанции Metro FM.
В июле 2012 года стал членом конгресса «Бешикташа».
В 2010 году в интервью CNN Türk Нума сообщил, что в начале 2000-х годов у него был диагностирован рак и в течение 8 месяцев он проходил курс лечения — радиотерапией и химиотерапией.
Имеется сын Ной и дочь Марин от бывшей жены Селин.